# Resolution 1929 des UN-Sicherheitsrates
Die Resolution 1929 des UN-Sicherheitsrat ist eine Resolution, die der Sicherheitsrat der Vereinten Nationen in seiner 6335. Sitzung am 9. Juni 2010 beschlossen hat. Für die Resolution stimmten zwölf Mitglieder des Gremiums, darunter alle ständigen Mitglieder. Zwei Mitglieder des Sicherheitsrates, Brasilien und die Türkei, stimmten dagegen, Libanon enthielt sich.
Der Sicherheitsrat hatte seit 2006 zuvor schon dreimal Sanktionen gegen Iran verhängt, da dieser im Zuge seines Atomprogramms die Verpflichtungen aus dem Atomwaffensperrvertrag nicht erfüllt.
Der Sicherheitsrat entschied, dass alle Mitgliedstaaten den Nachschub, den Verkauf oder die Übertragung von Kampfpanzern, gepanzerten Fahrzeugen, großkalibrigen Artilleriewaffensystemen, Kampfflugzeugen, Kampfhubschraubern, Kriegsschiffen, Raketen oder Raketensysteme an Iran unterbinden müssen. Er verlangte außerdem, dass alle notwendigen Maßnahmen unternommen werden, um die Übertragung von Technologie und technologischer Hilfe im Zusammenhang mit ballistischen Raketen zu unterbinden sind, falls diese nukleare Sprengköpfe tragen können. Der Sicherheitsrat regelte außerdem begleitende Maßnahmen, darunter die Hinderung Irans an der Nutzung des internationalen Finanzsystems, vor allem von Banken, die zur Finanzierung von Waffenkäufen und nuklearen Aktivitäten genutzt werden könnten.